# Cleadon
Cleadon är en by i South Tyneside i Tyne and Wear i England. Byn ligger 13,4 km 
från Newcastle upon Tyne. Orten har 2 066 invånare (2001).